# Міагра рудошия
Міа́гра рудошия (Myiagra ruficollis) — вид горобцеподібних птахів родини монархових (Monarchidae). Мешкає в Австралії, на островах Індонезії, на Новій Гвінеї та в Східному Тиморі.

## Підвиди
Виділяють три підвиди:
- M. r. ruficollis (Vieillot, 1818) — східні і південні Малі Зондські острови, острови моря Флорес;
- M. r. fulviventris Sclater, PL, 1883 — Танімбарські острови;
- M. r. mimikae Ogilvie-Grant, 1911 — південь Нової Гвінеї, острови Ару, острови Торресової протоки, північ і північний схід Австралії.

## Поширення і екологія
Рудошиї міагри живуть в сухих і вологих тропічних лісах, в мангрових лісах, на болотах, в заростях поблизу озер і біллабонгів.

## Галерея

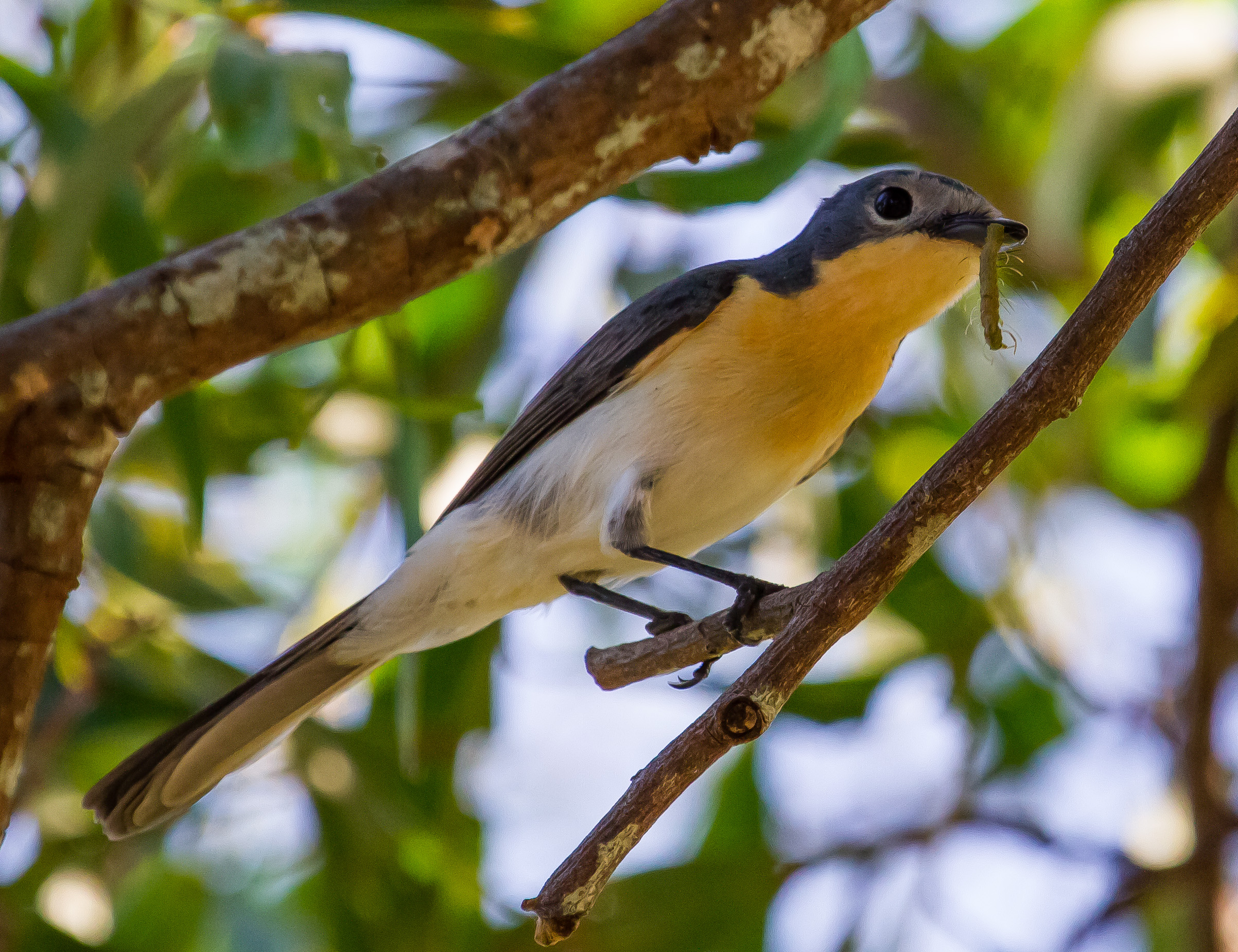
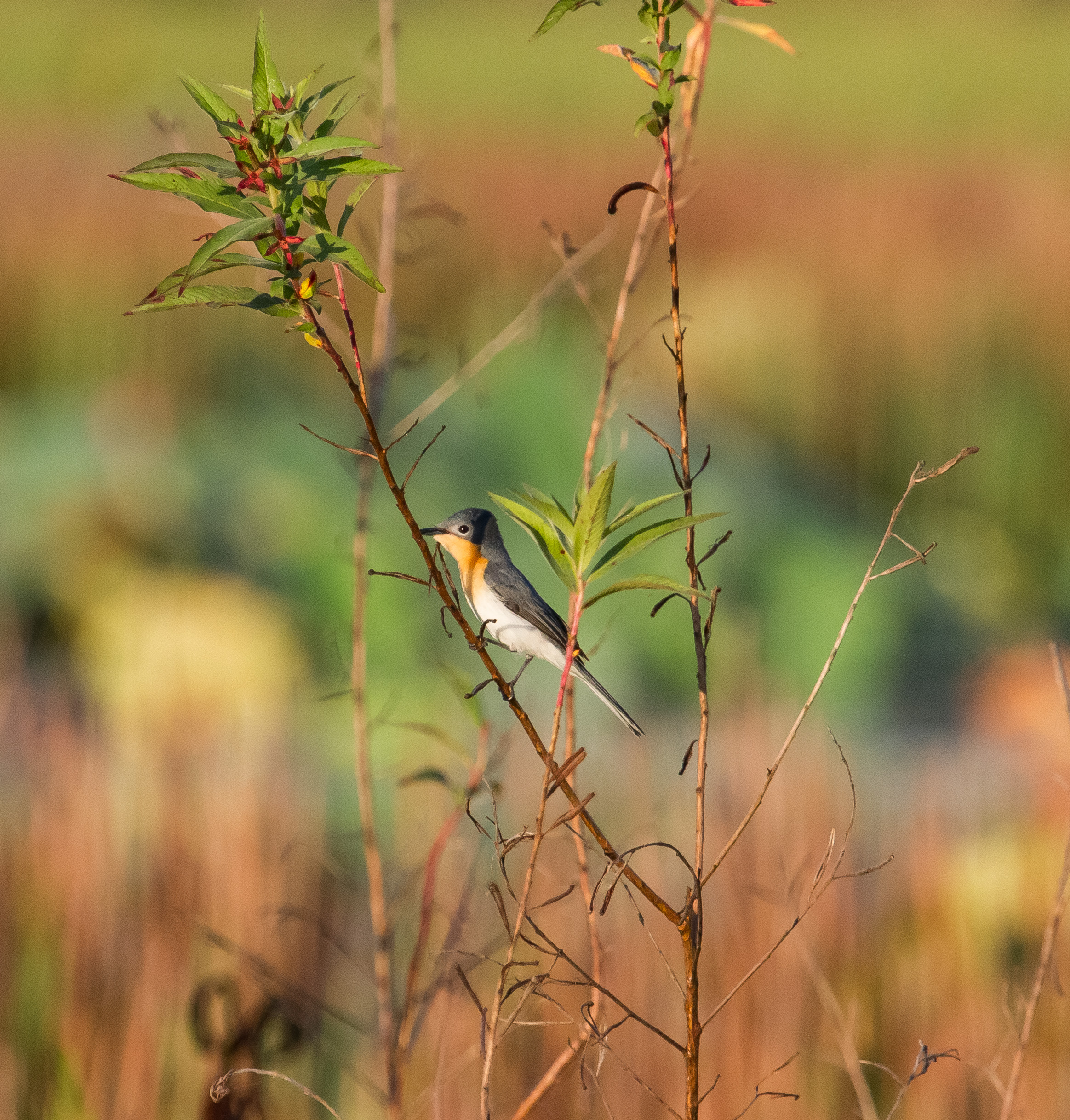